# Copa Ouro da CONCACAF de 1993
A Copa Ouro da CONCACAF de 1993 foi a segunda edição da Copa Ouro, organizada pela Confederação de Futebol da América do Norte, Central e Caribe (CONCACAF).
O formato do torneio continuou o mesmo, assim como o da primeira edição em 1991: oito seleções dividas em dois grupos de 4 seleções cada, os dois melhores de cada grupo avançam para a fase semifinal. Foi a primeira Copa Ouro a ser disputada em dois países. Os jogos do Grupo A no Estados Unidos (Dallas), e os jogos do grupo B no México (Cidade do México). O México foi o campeão, goleando o Estados Unidos por 4 a zero.

## Sedes
| Cidade do México    | Dallas             |
| ------------------- | ------------------ |
| Estádio Azteca      | Cotton Bowl        |
| Capacidade: 105 000 | Capacidade: 92 100 |

## Nações participantes
| Time                                                                   | Qualificação     | Aparições        |                  |
| América do Norte                                                       | América do Norte | América do Norte | América do Norte |
| ---------------------------------------------------------------------- | ---------------- | ---------------- | ---------------- |
| Estados Unidos                                                         | Automática       | 2ª               |                  |
| México                                                                 | Automática       | 2ª               |                  |
| Canadá                                                                 | Automática       | 2ª               |                  |
| Caribe (qualificação através da Copa do Caribe de 1993)                |                  |                  |                  |
| Martinica                                                              | Campeão          | 1º               |                  |
| Jamaica                                                                | Vice-campeão     | 2ª               |                  |
| América Central (qualificação através da Copa Centroamericana de 1993) |                  |                  |                  |
| Honduras                                                               | Campeão          | 2ª               |                  |
| Costa Rica                                                             | Vice-campeão     | 2ª               |                  |
| Panamá                                                                 | Terceiro lugar   | 1ª               |                  |

## Fase de grupos

### Grupo A
| Seleção        | Pts | J | V | E | D | GP | GC | SG |
| -------------- | --- | - | - | - | - | -- | -- | -- |
| Estados Unidos | 6   | 3 | 3 | 0 | 0 | 4  | 1  | +3 |
| Jamaica        | 3   | 3 | 1 | 1 | 1 | 4  | 3  | +1 |
| Honduras       | 2   | 3 | 1 | 0 | 2 | 6  | 5  | +1 |
| Panamá         | 1   | 3 | 0 | 1 | 2 | 3  | 8  | -5 |

| 10 de julho | Honduras                                             | 5 – 1     | Panamá    | Cotton Bowl, Dallas                                   |
|             | Gayle 25' · Bennett 51', 69' (pen), 82' · Chacón 54' | Relatório | Julio 29' | Público: 11 642 Árbitro: CRC Rodrigo Padilla Sequeira |

| 10 de julho | Estados Unidos | 1 – 0     | Jamaica | Cotton Bowl, Dallas                      |
|             | Wynalda 67'    | Relatório |         | Público: 11 642 Árbitro: CRC Berny Ulloa |

| 14 de julho | Jamaica                           | 3 – 1     | Honduras          | Cotton Bowl, Dallas                               |
|             | Jarret 28' · Davis 48' · Boyd 77' | Relatório | Bennett 19' (pen) | Público: 13 771 Árbitro: MEX Arturo Brizio Carter |

| 14 de julho | Estados Unidos           | 2 – 1     | Panamá      | Cotton Bowl, Dallas                           |
|             | Wynalda 68' · Dooley 74' | Relatório | Piggott 32' | Público: 13 771 Árbitro: SUR Roberto Parisius |

| 17 de julho | Jamaica   | 1 – 1     | Panamá       | Cotton Bowl, Dallas                          |
|             | Davis 76' | Relatório | Mendieta 50' | Público: 18 527 Árbitro: MEX Antonio Marrufo |

| 17 de julho | Estados Unidos | 1 – 0     | Honduras | Cotton Bowl, Dallas                         |
|             | Lalas 29'      | Relatório |          | Público: 18 527 Árbitro: CAN Robert Sawtell |

### Grupo B
| Seleção    | Pts | J | V | E | D | GP | GC | SG  |
| ---------- | --- | - | - | - | - | -- | -- | --- |
| México     | 5   | 3 | 2 | 1 | 0 | 18 | 1  | +17 |
| Costa Rica | 4   | 3 | 1 | 2 | 0 | 5  | 3  | +2  |
| Canadá     | 2   | 3 | 0 | 2 | 1 | 3  | 11 | -8  |
| Martinica  | 1   | 3 | 0 | 1 | 2 | 3  | 14 | -11 |

| 11 de julho | Canadá      | 1 – 1     | Costa Rica | Estádio Azteca, Cidade do México        |
|             | Dasovic 43' | Relatório | Meyers 81' | Público: 48 000 Árbitro: BAR Mark Forde |

| 11 de julho | México                                                                     | 9 – 0     | Martinica | Estádio Azteca, Cidade do México           |
|             | Zaguinho 10', 21', 40', 52', · 81', 84', 90' · Ramírez 42' · Hernández 90' | Relatório |           | Público: 48 000 Árbitro: SLV José Alvarado |

| 15 de julho | Canadá                   | 2 – 2     | Martinica                   | Estádio Azteca, Cidade do México              |
|             | Aunger 25' · Bunbury 43' | Relatório | Gertrude 53' · Fondelot 86' | Público: 80 000 Árbitro: HON Argelio Sabillón |

| 15 de julho | México             | 1 – 1     | Costa Rica  | Estádio Azteca, Cidade do México            |
|             | Delgado 74' (g.c.) | Relatório | Cayasso 31' | Público: 80 000 Árbitro: TRI Ramesh Ramdhan |

| 18 de julho | Costa Rica                    | 3 – 1     | Martinica        | Estádio Azteca, Cidade do México        |
|             | Meyers 27' · Cayasso 69', 85' | Relatório | Tinmar 60' (pen) | Público: 100 000 Árbitro: USA Majid Jay |

| 18 de julho | México                                                                    | 8 – 0     | Canadá | Estádio Azteca, Cidade do México             |
|             | Rodriguez 4', 67' · Mora 24', 31' · Zaguinho 34', 38' · Salvador 82', 85' | Relatório |        | Público: 100 000 Árbitro: USA Raúl Domínguez |

## Fase final
|  | Semifinais                     | Semifinais           |   |                                | Final                          | Final |  |
|  |                                |                      |   |                                |                                |       |  |
|  | 22 de julho - Cidade do México |                      |   |                                |                                |       |  |
|  | México                         | 6                    |   |                                |                                |       |  |
|  | Jamaica                        | 1                    |   |                                |                                |       |  |
|  |                                |                      |   |                                |                                |       |  |
|  |                                |                      |   |                                | 25 de julho - Cidade do México |       |  |
|  |                                |                      |   |                                | México                         | 4     |  |
|  |                                | Estados Unidos       | 0 |                                |                                |       |  |
|  |                                |                      |   |                                |                                |       |  |
|  |                                |                      |   |                                |                                |       |  |
|  |                                |                      |   |                                | Terceiro lugar                 |       |  |
|  | 21 de julho - Dallas           | 21 de julho - Dallas |   | 25 de julho - Cidade do México | 25 de julho - Cidade do México |       |  |
|  | Estados Unidos                 | 1                    |   | Costa Rica (pro)               | 1                              |       |  |
|  | Costa Rica                     | 0                    |   |                                | Jamaica                        | 1     |  |

### Semifinais
| 21 de julho | Estados Unidos | 1 – 0 (pro) | Costa Rica | Cotton Bowl, Dallas                             |
|             | Kooiman 103'   | Relatório   |            | Público: 14 826 Árbitro: GUA Juan Pablo Escobar |

| 22 de julho | México                                                       | 6 – 1     | Jamaica    | Estádio Azteca, Cidade do México             |
|             | Salvador 9', 18', 34' · Mora 14' · Zaguinho 51' · Ambríz 55' | Relatório | Wright 17' | Público: 110 000 Árbitro: TRI Ramesh Ramdhan |

### Disputa pelo terceiro lugar
| 25 de julho | Costa Rica | 1 – 1 (pro) | Jamaica     | Estádio Azteca, Cidade do México            |
|             | Gutrie 10' | Relatório   | Jarrett 90' | Público: 130 800 Árbitro: USA Jeffrey Hayes |

### Final
| 25 de julho | México                                                       | 4 – 0     | Estados Unidos | Estádio Azteca, Cidade do México             |
|             | Ambríz 12' · Armstrong 31' (g.c.) · Zaguinho 71' · Cantú 80' | Relatório |                | Público: 130 800 Árbitro: CAN Robert Sawtell |

## Premiação
| Copa Ouro da CONCACAF de 1993 |
| México                        |
| ----------------------------- |
| MÉXICO Campeão (1º título)    |

## Artilharia
| 11 gols (1) - MEX Zaguinho 5 gols (1) - MEX Luis Miguel Salvador 4 gols (1) - HON Eduardo Bennett 3 gols (2) - CRC Juan Cayasso - MEX Octavio Mora 2 gols (6) - CRC Roy Meyers - JAM Paul Davis - JAM Devon Jarrett - MEX Ignacio Ambríz - MEX Jorge Rodriguez - USA Eric Wynalda | 1 gol (20) - CAN Geoff Aunger - CAN Alex Bunbury - CAN Nick Dasovic - CRC Floyd Guthrie - HON Giovanni Gayle - HON Alex Pineda Chacón - JAM Walter Boyd - JAM Hector Wright - MTQ Thierry Fondelot - MTQ Georges Gertrude - MTQ Thierry Tinmar - MEX Guillermo Cantú - MEX Juan Hernández - MEX Ramón Ramírez | 1 gol (continuação) - PAN Jesús Julio - PAN Víctor Mendieta - PAN Percibal Piggott - USA Thomas Dooley - USA Cle Kooiman - USA Alexi Lalas Gols-contra (2) - CRC Javier Delgado (para o México) - USA Desmond Armstrong (para o México) |